# Hillsboro (Alabama)
Hillsboro é uma cidade  localizada no estado americano de Alabama, no Condado de Lawrence.

## Demografia
Segundo o censo americano de 2000, a sua população era de 608 habitantes.
Em 2006, foi estimada uma população de 589, um decréscimo de 19 (-3.1%).

## Geografia
De acordo com o United States Census Bureau, a localidade tem uma área de 5,0 km², sem área coberta por água. Hillsboro localiza-se a aproximadamente 181 m acima do nível do mar.

## Localidades na vizinhança
O diagrama seguinte representa as localidades num raio de 24 km ao redor de Hillsboro.